# マリンガFC
マリンガ・フチボウ・クルーベ（ポルトガル語: Maringá Futebol Clube）は、ブラジル・パラナ州マリンガに本拠地を置くサッカークラブ。

## 歴史
2010年設立。カンピオナート・パラナエンセ・テルセイラ・ディヴィソンを同年に制した。2011年から2013年にかけてカンピオナート・パラナエンセ・セグンダ・ディヴィソンに参加し2013年に優勝、2014年にはカンピオナート・パラナエンセに参加した。2015年にはタッサFPFを制した。その後は降格と昇格を繰り返している。
なお、1995年に設立され1996年から1998年にかけてカンピオナート・パラナエンセに、1997年にはカンピオナート・ブラジレイロ・セリエCに所属した同名のクラブとは何の関係もない。

## タイトル
- カンピオナート・パラナエンセ・セグンダ・ディヴィソン: 2017
- カンピオナート・パラナエンセ・テルセイラ・ディヴィソン: 2010
- タッサFPF:2015, 2017

## 歴代所属選手
- ジュニーニョ 2014-2015
- エイジソン 2014
- ファビオ 2014
- 三都主アレサンドロ 2015
- ドウグラス・オリヴェイラ 2015
- ロマリーニョ 2019
- 升掛友護 2025-